# Vanessa Rangel
Vanessa Teixeira Rangel (Niterói, 29 de julho de 1971) é uma advogada e ex-cantora brasileira.

## Biografia
Formou-se em Direito pela Universidade Federal Fluminense e chegou a trabalhar na Segunda Instância da Justiça Federal na década de 1990. Vanessa abandonou a carreira na advocacia em 1997 quando assinou contrato com EMI para lançar-se profissionalmente como cantora – o que até então levava como hobby.
No final de 1997 lança seu primeiro álbum, Vanessa Rangel, com 10 músicas autorais e de onde foi extraído seu maior sucesso, "Palpite", incluída na trilha sonora da telenovela Por Amor da Rede Globo, e que ficou em primeiro lugar nas rádios do Brasil por semanas, fechando como a segunda mais ouvida do ano. O disco também trouxe como singles "Tudo com Você" e "Leva-me Daqui", trilha sonora da telenovela Meu Bem Querer, da Rede Globo. O álbum de estreia de Vanessa Rangel vendeu 250 mil cópias.
Em 1998, Vanessa Rangel foi eleita "Artista Revelação" pelo Prêmio Multishow, ganhando de nomes como Charlie Brown Jr e Ivete Sangalo. No mesmo prêmio, "Palpite" foi eleita a "Melhor Música".
Participou do CD 14 Bis - bis, interpretando, com Lô Borges, a faixa "Sonhando o Futuro".
Em 2000, lançou seu segundo disco, Mediterrâneo, que trouxe como single "Do Avesso", trilha sonora da telenovela Vila Madalena, da Rede Globo. Este segundo álbum só vendeu 25 mil cópias.
Após esse álbum, Vanessa decidiu abandonar a carreira de cantora e retornar para a advocacia, alegando que a rotina de shows era desgastante e que já havia concluído tudo que sonhou na música.

## Discografia

### Álbuns de estúdio
| Álbum          | Detalhes                                                               |
| -------------- | ---------------------------------------------------------------------- |
| Vanessa Rangel | - Lançamento: 1997 - Formatos: CD - Gravadora: EMI - Vendagem: 250.000 |
| Mediterrâneo   | - Lançamento: 2000 - Formatos: CD - Gravadora: EMI - Vendagem: 25.000  |